# Duisternis

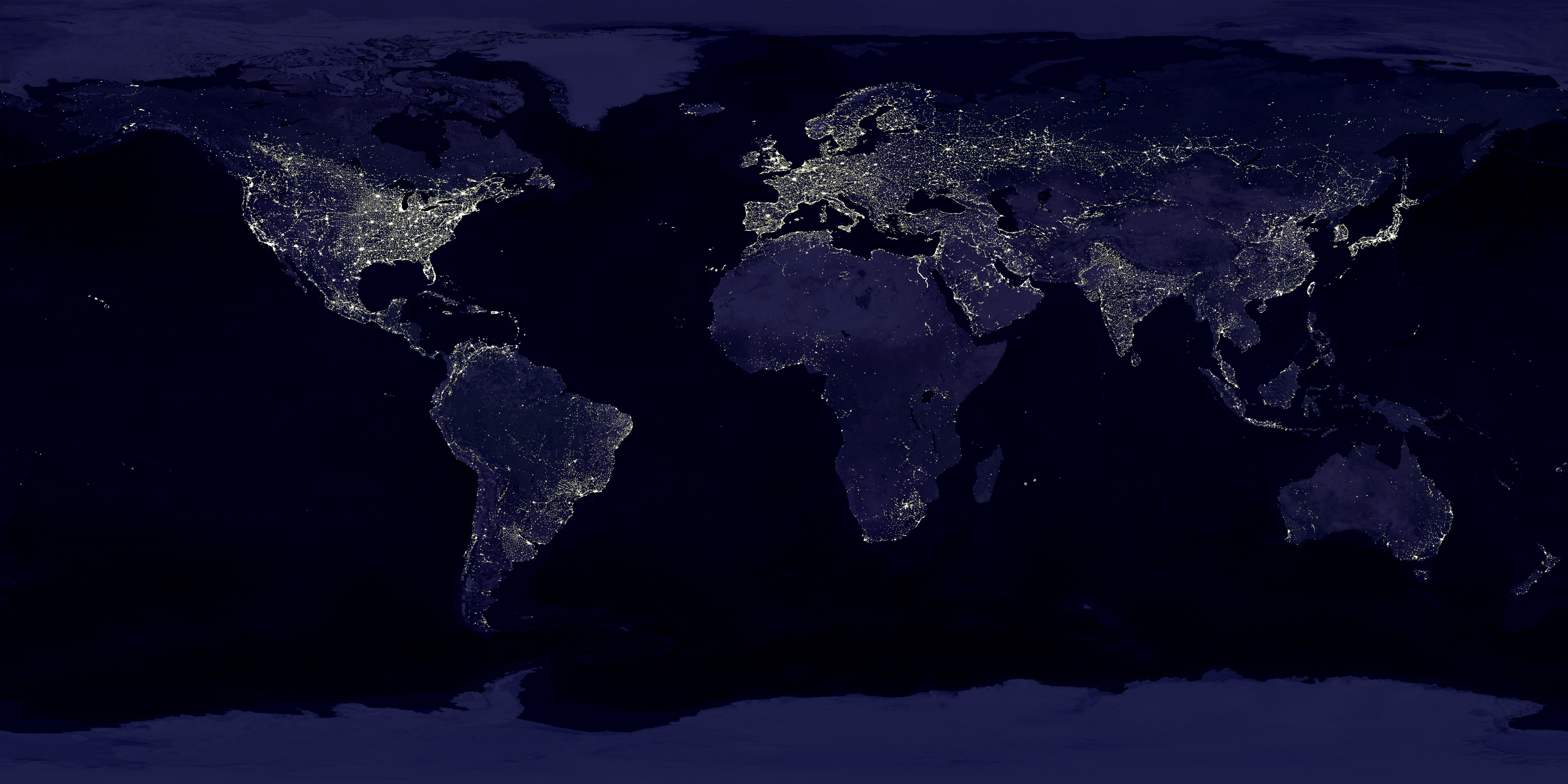
De aarde in duisternis (grote afbeelding, laden in browser wordt afgeraden).

Duisternis is een begrip dat in figuurlijke en letterlijke zin wordt gebruikt. Met duisternis wordt bedoeld het ontbreken van zichtbaar licht.
Er zijn meerdere gradaties van duisternis, afhankelijk van de hoeveelheid lichtuitstraling (intensiteit van straatverlichting, sierverlichting, reclameverlichting e.d.). In een dichtbevolkt land als Nederland zijn de allerhoogste graden van duisternis niet meer aanwezig. Alleen in dunbevolkte gebieden en op grotere hoogten in berggebieden is de duisternis min of meer volkomen. In Nederland neemt de aandacht voor duisternis toe door het belang voor natuur en de mens. Ons bioritme en dat van dieren is namelijk onder andere gebaseerd op het nachtelijk duister. De last die de mens en de natuur ervaren door het teveel aan kunstlicht wordt lichthinder genoemd.